# Episodio (film)
Episodio (Episode) è un film del 1935 diretto da Walter Reisch.

## Produzione
Il film fu prodotto dalla Viktoria-Film e dalla Walter Reisch Filmproduktion.

## Distribuzione
Il film fu visto in anteprima in Italia, alla Mostra del Cinema di Venezia, dove fu proiettato l'11 agosto 1935. Il 23 agosto, fu presentato a Berlino al Gloria-Palast, distribuito in Germania dalla Tobis-Sascha Film-Vertrieb.
In Austria, lo distribuì l'Huschak & Company, uscendo a Vienna il 13 settembre 1935. La Metropolis Pictures ne curò, nel 1937, la distribuzione negli Stati Uniti con una versione del film sottotitolata in inglese.